# Брош
 Тази статия е за растението.  За селото в България вижте Брош (село).  
Брош (Rubia) е род тревисти растения от семейство Брошови. Има около 80 вида, разпространени главно в Средиземноморието и Югоизточна Азия. Единственият разпространен в България представител е бояджийският брош, поради което често е наричан само „брош“. Цъфти от юли до септември.

## Използваема част[3]
Използва се коренището, събрано през есента след узряване на семената, или през ранна пролет.

## Действие и приложение[4]
Брошът има жлъчегонно, слабително и подобряващо храносмилането действие. Намира приложение при лечение на камъни в бъбреците и пикочния мехур. Притежава противовъзпалително действие при възпалителни процеси в бъбречните легенчета, пикочния мехур и ставите. Прилага се още при колит с диария и за регулиране на менструацията.